# イ・ジョンホ (俳優)
イ・ジョンホ（1978年 10月25日 - ）は 大韓民国出身の俳優。瑞逸大学校 演劇映画科卒業後、1992年 映画 《我らの歪んだ英雄》でデビュー。2007年9月結婚し、2009年10月14日男児が生まれた。身長176cm、体重65kg。

## 出演作

### ドラマ
- 2013年 <天まで届け、この想い>... イ・ミングク役
- 2010年 KBS<笑ってトンヘ>... イ・デサム役
- 2009年 KBS<伝説の故郷>... 禁府都事役
- 2008年 KBS<君は僕の運命>... イ主任（イ・ドンス）役
- 2007年 <ドラマシティ - 武功足球外伝>、<都市怪談デジャヴ シーズン2>
- 2006年 KBS<アジュンマが行く>ナ・ギョンファン役,KBS <噂のチル姫>... イ兵長役
- 2005年 MBC<第5共和国>... イ・ジョンス役
- 2004年 KBS<不滅の李舜臣>... 李舜臣部下役
- 2002年 SBS<不良上等兵 ～マクサンマッカ～>... オ・ユンソン一等兵役
- 1999年 KBS<学校2>... イ・ヨング役
- 1998年 SBS<順風産婦人科>... ヘギョ ボーイフレンド役
- 1993年 MBC<思春期>

### 映画
- 2012年 <まさかそんなはずでは>
- 2010年 <夢はかなう>
- 2006年 <無道里>、<恋愛,その耐えられない軽さ>
- 1999年 <アタック・ザ・ガス・ステーション！>
- 1996年 <極道修行・決着>
- 1992年 <我らの歪んだ英雄>

### 芸能
- 2006年 MBC <ある素敵な日> ゲスト1回 食堂従業員役